# Geoffrey Lembet
Geoffrey Didace Lembet (* 23. září 1988) je profesionální fotbalista ze Středoafrické republiky, který hraje na pozici brankáře za francouzský klub Stade Rennais FC. Narodil se ve Francii, ale hraje za národní tým Středoafrické republiky.

## Klubová kariéra
Narodil se ve Villeneuve-Saint-Georges a hrál klubový fotbal za Viry-Châtillon, Sedan, Auxerre, Red Star a Laval.
V červenci 2023 přestoupil do Rennes.

## Reprezentační kariéra
Narodil se ve Francii a je původem ze Středoafrické republiky. V reprezentaci Středoafrické republiky debutoval v roce 2010.